# Legalizm
Legalizm – synonim praworządności (zasady praworządności), zasady prawnej, zgodnie z którą organy władzy mogą działać jedynie na podstawie i w ramach norm prawnych. Zasada legalizmu w polskim postępowaniu karnym, zgodnie z którą organ powołany do ścigania przestępstw jest obowiązany do wszczynania i ścigania każdego przestępstwa ściganego z urzędu (art. 10 k.p.k.).
Postawa legalistyczna to postawa wobec prawa cechująca się aprobatą obowiązującego porządku prawnego i wynikającym z tego postępowaniem zgodnie z obowiązującymi normami prawnymi, lub postawa upatrująca źródło legitymizacji władzy w prawie.